# Roma (godin)
Roma is een Romeinse mythologische figuur, de verpersoonlijking van de stad Rome, die als godin werd vereerd.
Zij werd vaak afgebeeld als een vrouw met een helm en gewapend met een lans of een kort zwaard zittend of staand soms met een kleine figuur van de gevleugelde Victoria op haar hand. Haar verschijningsvorm werd soms geïnspireerd door de Griekse Amazone, Artemis of Diana en Athena of Minerva.
Nadat rond 135 (tijdens Hadrianus) het enorme beeld van Roma voor de Tempel van Venus en Roma was geplaatst, werd zij vrijwel altijd afgebeeld als een gehelmde vrouw gezeten op een troon, een gevleugelde Victoria figuur op haar rechterhand houdend en een scepter in haar linker.
Zij heeft verscheidene titels waaronder Roma Aeterna ("eeuwig", in deze hoedanigheid is de tempel van Roma en Venus aan haar gewijd), Roma Perpetua ("continu"), Roma Beata ("gezegend"), Roma Felix ("gelukkig"), Roma Renascens ("herboren") en Roma Resurgens ("herrijzend"), Roma Victrix ("overwinnaar"), of Invicta Roma ("onoverwonnen").
Na de verplaatsing van de hoofdstad van het Romeinse Rijk naar Byzantium, het Nieuwe Rome, werd Roma het voorbeeld voor de verpersoonlijking van Constantinopolis. Zij onderscheidt zich van de oude Roma doordat zij niet gehelmd is en een voet laat rusten op een boeg van een boot. Zo symboliseerde Constantinopolis het feit dat haar stad direct toegang tot zee had.